# Người Khmer
Người Khmer (tiếng Khmer: ជនជាតិខ្មែរ [cɔn.ciət kʰmae]; phiên âm tiếng Việt phổ biến: Khơ-me) hay Cao Miên (高棉), là một dân tộc cư trú phần lớn ở Campuchia và một số ở nửa phía nam bán đảo Đông Dương.
Người Khmer chiếm khoảng 97% dân số tại Campuchia, số tại Việt Nam, Thái Lan, Lào... Ngôn ngữ của người Khmer là tiếng Khmer, một ngôn ngữ thuộc ngữ tộc Môn-Khmer trong ngữ hệ Nam Á, có mặt khắp Đông Nam Á.
Tại Campuchia, chính phủ phân loại công dân làm ba nhóm Khmer. Người Khmer đa số được gọi là người Khmer Kandal (Khmer trung tâm), phân biệt với các sắc tộc Khmer thiểu số là Khmer Islam (Khmer Hồi giáo) và Khmer Loeu (Khmer vùng cao). Điều tra dân số năm 2008 của Campuchia không hề đề cập đến sắc tộc của công dân.

## Phân bố
Ngoài Campuchia, nhiều người Khmer định cư như người bản địa ở các vùng lân cận tại Thái Lan (Khmer Surin), và đồng bằng sông Cửu Long ở Việt Nam (Khmer Krom). Ở Việt Nam, người Khmer cư trú chủ yếu ở tỉnh Sóc Trăng (406.595 khẩu thời điểm 1/7/2015)), Trà Vinh (326.653), và Kiên Giang (210.879).

## Di truyền học
Người Khmer thường có bề ngoài điển hình của người Đông Nam Á. Người Thái và người Lào cũng có vẻ ngoài gần giống với người Khmer nhưng lại không được xếp cùng sắc tộc do nguồn gốc khác nhau. Người Khmer không thuần chủng, bề ngoài có nhiều nét khác nhau, đó là do kết quả của nhiều thế kỉ pha trộn với người Ấn Độ, người Mã Lai, người Chăm và người Trung Quốc.

Bản đồ phân bố các nhóm ngôn ngữ ở Campuchia

## Tôn giáo
Đa số người Khmer là tín đồ Phật giáo Khmer - một kiểu Phật giáo hòa trộn nhiều thành phần của Ấn Độ giáo, thuyết vật linh (tục thờ cúng thần sông núi, cây cỏ...), và tục thờ cúng tổ tiên. Cụ thể hơn, Phật giáo của người Khmer là Phật giáo nguyên thủy, tên phổ thông là Phật giáo Nam tông. Phật giáo Nam tông là Phật giáo gốc mà đức Phật Thích ca khai sinh và các quan niệm Phật giáo, giáo lý cũng được người Khmer bảo tồn nguyên vẹn.

## Văn hóa
Một số lễ hội chính của người Khmer ở Campuchia và Việt Nam là: 

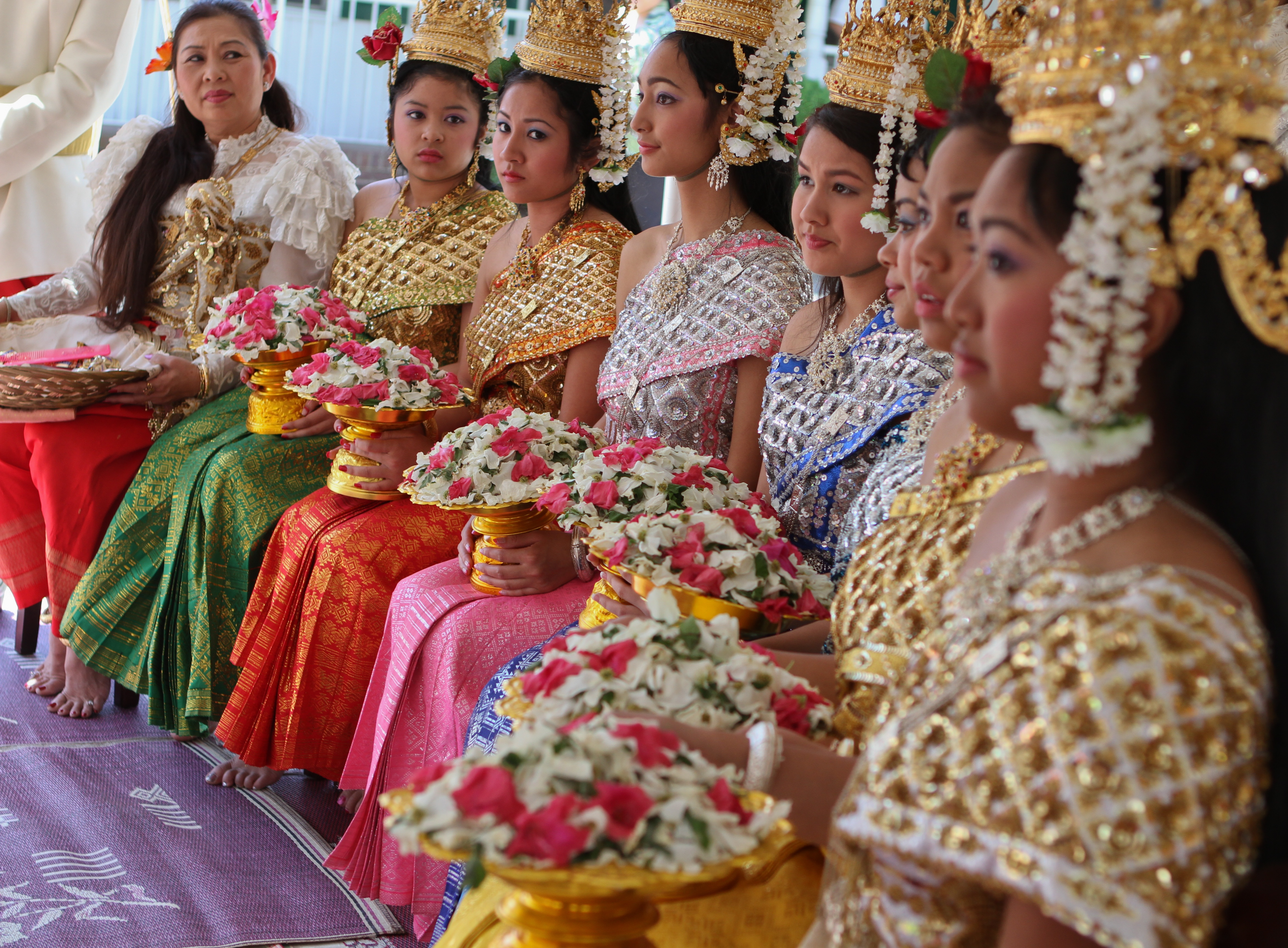
Phụ nữ Khmer trong ngày lễ năm mới.

1. Lễ hội Pchum Ben (tên gọi ở Campuchia) hay lễ hội Đôn ta (tên gọi theo người Khmer Krom ở đồng bằng Mekong). Đây là lễ báo hiếu ông bà, mang ý nghĩa gần giống với lễ Vu Lan ở Việt Nam. Đặc biệt trong lễ Sen Đôn ta ở vùng An Giang, hằng năm diễn ra một hoạt động rất nổi tiếng là lễ hội đua bò Bảy Núi.
2. Tết Chol Chnam Thmay, tết mừng năm mới ở các nước ảnh hưởng văn hoá Khmer và Phật giáo Ấn: Thái Lan, Lào, Miến Điện. Trong tết có 3 ngày lễ chính, sẽ có 1 ngày gọi là ngày Songkran.
3. Lễ hội Ok-om-bok (Đút cốm dẹp hay còn gọi là lễ cúng trăng). Trong lễ cúng trăng sẽ diễn ra Hội đua ghe Ngo truyền thống.

Các lễ hội Phật giáo:
1. Song-ka-tun (Trai Tăng)
2. Ka-thina (Dâng Y)
3. Maggha Bochea (Rằm tháng Giêng)
4. Vesakha Bochea (Rằm tháng Tư)
5. Vassa (An cư kiết hạ)